# Memoriał Andrzeja Trochanowskiego 2016
28. edycja wyścigu kolarskiego Memoriał Andrzeja Trochanowskiego odbyła się w dniu 1 maja 2016 roku i liczyła 168,8 km. Start i meta wyścigu miały miejsce w Baboszewie. Wyścig figurował w kalendarzu cyklu UCI Europe Tour, posiadając kategorię UCI 1.2.

## Klasyfikacja generalna
| M-ce | Imię i nazwisko    | Kraj     | Drużyna                | Czas       |
| ---- | ------------------ | -------- | ---------------------- | ---------- |
| 1.   | Alois Kaňkovský    | Czechy   | Whirlpool-Author       | 3h 44' 01" |
| 2.   | Adrian Tekliński   | Polska   | SKC Tufo Prostejov     | + 0"       |
| 3.   | Błażej Janiaczyk   | Polska   | Team Wibatech Fuji     | + 0"       |
| 4.   | Kacper Gronkiewicz | Polska   | De Rosa Rybnik         | + 0"       |
| 5.   | Roman Bronis       | Słowacja | CK Pribram Fany Gastro | + 0"       |
| 6.   | Vojtěch Hačecký    | Czechy   | Whirlpool-Author       | + 0"       |
| 7.   | Raman Ramanau      | Białoruś | Minsk Cycling Club     | + 0"       |
| 8.   | Martin Boubal      | Czechy   | CK Pribram Fany Gastro | + 0"       |
| 9.   | Mychajło Kononenko | Ukraina  | Kolss BDC Team         | + 0"       |
| 10.  | Kamil Zieliński    | Polska   | Domin Sport            | + 0"       |